# 神の手 (サッカー)
神の手（かみのて、Hand of God）はサッカー用語のひとつで、手を使い得点を決める、もしくは失点を阻止する行為をあらわす婉曲表現である。
アルゼンチン代表のディエゴ・マラドーナが、1986年ワールドカップ・メキシコ大会準々決勝のイングランド戦で決めた「神の手（La Mano de Dios）」ゴールに由来する。

## 概要
サッカーでは自陣ペナルティエリア内にいるゴールキーパーを除けば、選手が意図的にボールを手または腕で扱うとハンドリング （ハンド）の反則となり、相手に直接フリーキックが与えられる（サッカー競技規則第12条「ファウルと不正行為」）。規定ではボールが手に当たると全てがハンドになる訳ではなく、偶然当たってしまった場合は反則にはならない。意図的か偶然かは審判が判断する。
攻撃側がハンドによりゴールを決めた（アシストした）場合、得点は無効となる。守備側がハンドにより決定的な得点機会を防ぐとレッドカードを宣告され、ペナルティエリア内であれば相手チームにペナルティキックが与えられる。
しかし競技の特性上、選手の身体に隠れて見えないなど、ハンドの瞬間を審判が見逃す事もあり、反則があったにもかかわらずプレーが成立してしまう場合がある。特にVAR導入以前は角度を変えたりスローモーションにして見直す事も不可能なため、必然的にその誤審が訂正されることは皆無だった。
このプレーで不利益を被った側のチームは必然的に不満感を持ってしまうため、試合後には審判の判定やフェアプレー精神を巡る意見がメディアを賑わし、誤審問題やビデオ判定導入を問う論議にもつながった。特にワールドカップの予選や本戦など、重要な試合でそのような場面が発生すると、対戦両国の世論を巻き込む論争に発展することもある。「神の手」を使った選手に対しても賛否両論が起こり、現役中から引退後まで個人評価に影響することになる。また守備側のハンドの場合は反則を取られてもPKが与えられるだけであるため、不利益を被った側のチームがPKを失敗したことがもとで敗れた場合、サッカーのルールを問う論議につながったこともある。

## マラドーナの「神の手」

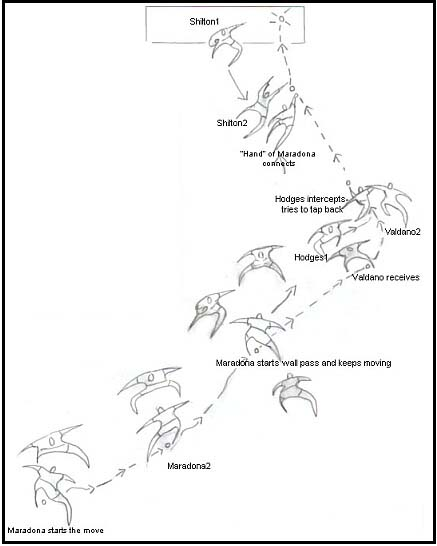
マラドーナの「神の手」ゴール

### 1度目の「神の手」
- 試合: 1986 FIFAワールドカップ準々決勝 アルゼンチン対イングランド
- ケース:手でボールに触ってゴール

両チーム無得点で迎えた後半6分、ドリブルでゴール正面に切り込んだディエゴ・マラドーナは、ホルヘ・バルダーノとの壁パスでDFラインを抜けようとした。イングランドのスティーヴ・ホッジがパスをカットしたが、蹴り上げたボールはペナルティエリア内にふわりと浮かんだ。落下地点にはマラドーナが走りこんでおり、GKピーター・シルトンは慌てて前方へ飛び出した。両者は空中でボールを競り、シルトンのパンチングより先にマラドーナがボールに触り、ゴールに流し込んだ。
マラドーナがヘディングを決めたように見えたが、イングランドの選手は主審にハンドをアピール。テレビ中継の再生映像には、マラドーナがジャンプしながら振り上げた左手の拳でボールをはたいている瞬間が映っていた。だが、主審はマラドーナがヘディングでボールにコンタクトしたと判断し、ゴールを認めた。
マラドーナは試合後のインタビューでこのプレーについて聞かれると、「ただ神の手が触れた」と表現した。以後、サッカー界ではこれに類するプレーが神の手（Hand of God）と呼ばれることになった。

### 2度目の「神の手」
- 試合:1990年ワールドカップ・イタリア大会・グループB アルゼンチン対ソビエト連邦
- ケース:手でシュートを阻止

1990年イタリア大会では、守備の場面で「神の手」が再現された。ソビエト連邦のコーナーキックから放たれたヘディングシュートを、ゴールポスト脇に立つマラドーナが右手で弾き落とした。今回もハンドの反則は取られず、グループリーグ敗退の危機にあるチームを救う結果となった。

### 「神の手」ゴールの背景
アルゼンチン・イングランド両国は過去に1966年ワールドカップ・イングランド大会準々決勝で対戦していたが、アルゼンチンのラフプレーに怒ったイングランドが試合後のユニフォーム交換を拒否し、アルフ・ラムゼイ監督が相手選手を「アニマル（野獣）」と中傷するという遺恨を残していた。さらに、1982年のフォークランド紛争でアルゼンチンがイギリスに敗戦したことから、メキシコ大会の対戦にはサッカーの枠を超えた国民感情が渦巻いていた。マラドーナは「神の手」ゴールから4分後にも、センターライン付近からドリブルでイングランドの選手5人をかわす驚異的な「5人抜きゴール」を決め、母国の国民的英雄となった。
のちに、マラドーナは自伝においてハンドだったことを認め、母国のテレビ番組では「早く来て自分を抱き締めないと、審判が得点を認めないぞ」とチームメイトに呼びかけたという裏話を明かしている。ドキュメンタリー映画『マラドーナ』（2008年）の中では、「マルビナスで殺された若者達の敵討ちだった」「イングランド人の財布を盗み、バカにしてやった気分だ」と語っている。
2008年にはイギリス大衆紙の取材に対し「過去に戻って歴史を変え、謝ることができるならばそうするだろう。でも、ゴールはゴールだ」とコメント。2010年の雑誌インタビューでは罪の意識を否定し、「ワールドカップで勝てるなら手だって使うさ。審判が認めれば、それでゴールだ」と答えている。
イングランドの監督だったボビー・ロブソンは「あれは誤審以外の何ものでもない。誤審はあり得ることで仕方がない。だが私が許せないのは、それを神の手などと呼ぶ者の欺瞞だ」と語っている。

### 関連事項
マラドーナを現人神と讃えるマラドーナ教は、ロサリオの「神の手教会」を中心に信仰活動を行っている。幼児洗礼の儀式では幼児に左手でサッカーボールを叩かせ、結婚式では新郎新婦が左手をボールに乗せて婚姻の宣誓を行う。
2004年に発売された国際サッカー連盟（FIFA）設立100周年記念DVD『FIFA FEVER』では、「ワールドカップ10大誤審」が取り上げられ、マラドーナの「神の手」ゴールが第1位に選ばれた。「5人抜きゴール」の方は、2002年にFIFAが実施したオンライン投票で「ワールドカップ・ゴール・オブ・センチュリー」に選出されている。
2018年ワールドカップ招致に立候補したイングランドでは、2010年にクレイアニメの人気キャラクター「ウォレスとグルミット」が登場するプロモーション映像が公開された。この中では、犬のグルミットが前脚でゴールを決める「犬の手（Hand of Dog）」というユーモアが披露された。

## その他の著名なケース
フランク・オルデネビッツ（ヴェルダー・ブレーメン）
- 試合:ブンデスリーガ 1987 - 1988 ヴェルダー・ブレーメン対1.FCケルン
- ケース:ハンドの申告

優勝をかけた試合で、ケルンの放ったシュートがフランク・オルデネビッツの手に当たってゴールから逸れた。主審はそれに気づかなかったが、相手チームのアピールで本人に尋ねると、オルデネビッツは正直にハンドを認めた。ケルンにPKを決められブレーメンは敗れたが、チームはスポーツマンらしい行為として賞賛した。FIFAはこの行為に対して、1988年のFIFAフェアプレー賞を授与した。
リオネル・メッシ（FCバルセロナ）
- リーガ・エスパニョーラ 2006 - 2007 第38節 FCバルセロナ対RCDエスパニョール
- ケース:手でボールに触ってゴール

前半43分、クロスボールに飛び込んだリオネル・メッシはGKイドリス・カルロス・カメニのパンチングより先に左手でボールに触れ、マラドーナの「神の手」ゴールを再現するようなゴールを決めた。
「マラドーナ2世」として期待されるメッシは、同年4月に行われたコパ・デル・レイ準決勝ヘタフェCF戦で「5人抜きゴール」を彷彿させるドリブルゴールも決めていた。前年のワールドカップ・ドイツ大会に出場した際には、スパイクのかかとに「La Mano de Dios 86（神の手 1986年）」と刺繍を入れていた。
ティエリ・アンリ（フランス代表）

- 試合:2010年ワールドカップ・南アフリカ大会・ヨーロッパ予選 プレーオフ フランス対アイルランド
- ケース:手でボールに触れてからのアシスト

延長前半13分、フランスがアイルランドゴール前に放り込んだフリーキックがバウンドし、ゴールポストの傍にいたティエリ・アンリの左手に当たった。アンリはプレーを続行し、右足でセンタリングしてウィリアム・ギャラスの同点ゴールをアシスト。アイルランドの抗議も実らず、通算ゴール数で勝ち越したフランスは本大会進出を決めた。試合後、アンリは手に当たったことを認めたが、主審が笛を吹かなかったのでプレーを続けたと話した。
このプレーは社会的にも大きな話題となり、フランスのニコラ・サルコジ大統領はアイルランドのブライアン・カウエン首相に謝罪の意を伝え、フランス教職員組合は疑念を表明した。国内メディアは「神の手（Main de Dieu）」に救われたフランス代表を酷評し、批判を浴びたアンリは代表引退も考えたと告白した。アイルランドサッカー協会はFIFAに再試合を要求し、のちには33チーム目の特別枠を申請したが、いずれも却下された。
ルイス・ファビアーノ（ブラジル代表）
- 試合:2010年ワールドカップ・南アフリカ大会・グループG ブラジル対コートジボワール
- ケース:手でボールに触れてからのゴール

後半5分、ルイス・ファビアーノはゴール前でDFと競り合いながら浮き球を2度上腕でトラップし、豪快なシュートを決めた。試合後には笑いながら「わたしの聖なる手が助けてくれたゴール」と発言した。
記者会見でこの件について聞かれたマラドーナ（アルゼンチン代表監督）は、「あれは『彼の手』だったな。それも2回だ」と発言。ブラジルのカカーは「ファビアーノのゴールについて、マラドーナのような人が話すのは面白いね。彼はハンドのゴールに詳しい人だからだ」と皮肉を述べた。
ルイス・スアレス（ウルグアイ代表）
- 試合:2010年ワールドカップ・南アフリカ大会・準々決勝 ウルグアイ対ガーナ
- ケース:手でシュートを阻止

同点で迎えた延長後半終了間際、ゴール前の混戦において、ガーナのヘディングシュートをゴールライン上にいたルイス・スアレスがバレーボールのブロックのように両手で弾き返した。スアレスは一発退場となったが、ガーナのアサモア・ギャンがPKを失敗。その後、ウルグアイはPK戦で勝利し、ベスト4に進出した。
スアレスはユニフォームで顔を覆いながら退場したが、PK失敗の瞬間には一転して大喜びする姿がカメラに捉えられた。試合後には「僕にとっては、このW杯で最大のセービングだったと言える」とコメントした（注：スアレスはFWの選手）。母国のメディアには「歴史に名を刻んだ」と称賛されたが、1試合出場停止後の3位決定戦では、プレーのたびにスタンドからブーイングを浴びせられた。本件は他の件と違い誤審は無く、ハンドをした選手は反則と退場と言う正当な裁定を受けているが、その行為が結果的にチームをW杯ベスト4に勝ち上がらせる事となるため、有名な事例となっている。

## 日本人選手のケース
加藤善之（ヴェルディ川崎）
- 試合:1994年XEROX SUPER CUP 横浜フリューゲルス対ヴェルディ川崎
- ケース:手でシュートを阻止

エドゥーの直接フリーキックを、ゴール前の壁に入っていた加藤善之が両手を体の横に上げてブロックした。エドゥーらフリューゲルスの選手たちは猛抗議を行ったが、レッドカードやイエローカードはおろかハンドの反則すらも取られず、結果は川崎が2対1で勝利。
中西永輔（ジェフ市原）
- 試合:1995年 Jリーグ 第9節 ジェフユナイテッド市原対ヴェルディ川崎
- ケース:手でボールに触れてからのアシスト

ロングパスを受けた中西永輔はボールを右手で軽く押し出し、ラモス瑠偉をかわしてVゴールをアシストした。試合後、中西がハンドを認める趣旨の発言をしたことが問題視され、ジェフはJリーグ規律委員会の勧告により1試合出場停止と罰金処分を課した。
福西崇史（ジュビロ磐田）
- 試合:2005年 Jリーグ 開幕戦 横浜F・マリノス対ジュビロ磐田
- ケース:手でボールに触ってゴール

後半終了間際、ジュビロのフリーキックが福西崇史の右手に当たってゴールに入り、決勝点となった。福西はマリノスの中澤佑二と空中で競り合いながらバランスを崩しており、意図的に手を使ったとは判断されなかった。岡田正義主審の判断が論争となったが、Jリーグ審判委員会は正当なゴールとして判定を支持した。
中田浩二（日本代表）
- 試合: 2004年 アジアカップ 決勝 中国対日本
- ケース:手でボールに触ってゴール

後半20分、コーナーキックがファーサイドに流れ、中田浩二の手と腰に当たってゴールに入った。これが得点と認められ、日本のアジアカップ連覇を決める決勝点となった。中国のアリー・ハーン監督は表彰式で銀メダルの受け取りを拒否し、記者会見では「日本の2点目はハンドボールだった」と判定に不満を述べた。
渡部博文（ヴィッセル神戸）
- 試合: 2017年 Jリーグ  第24節 ジュビロ磐田対ヴィッセル神戸
- ケース:手でシュートを阻止

アダイウトンのループシュートを渡部博文が右手で払い退けるようにブロックした。ジュビロの選手が猛抗議するもハンドとは認められず、コーナーキックで試合再開。ドイツ紙デア・ヴェステンは「マラドーナ以来、最も大胆なハンドボール」と報じた。